# Apryzm
Apryzm – peruwiański ruch polityczny wywodzący się z Amerykańskiego Rewolucyjnego Sojuszu Ludowego (Alianza Popular Revolutionaria Americana, APRA), powstałego w Meksyku w 1924 r. Założycielem i wieloletnim przywódcą APRA był Victor Raul Haya de la Torre, lewicowy działacz peruwiańskiego ruchu studenckiego. Sojusz skupiał w swoich szeregach członków pochodzących z klasy średniej i wyższej (przywódców) oraz robotników (zwolenników). Członkowie i zwolennicy widzieli siebie jako jedną wielką rodzinę, w której przywódcy traktowani są jak rodzice otoczeni szacunkiem. Haya przedstawiał Apra jako cyt: wspólnotę prawdziwych wyznawców zjednoczonych przez mesjanistyczną wiarę i misję oczyszczenia narodu oraz wyzwolenia z rąk politycznych faryzeuszy, którzy rządzą krajem.
Haya próbował stworzyć ponadnarodowy, ludowy ruch latynoamerykański realizujący postulaty nacjonalizacji zagranicznej własności ziemi i przemysłu, walki z imperializmem północnoamerykańskim, dążenia do jedności politycznej kontynentu oraz umiędzynarodowienia kanału Panamskiego. Tych założeń nie udało się jednak zrealizować i Haya postanowił skoncentrować się tylko na rewolucji w Peru. Udało mu się zbudować największą organizację narodową w kraju.
Ostatecznie organizacja przekształciła się w populistyczną partię polityczną, pozostawiając skrót Apra jako nazwę. Pogląd, że tylko apryzm może zabezpieczyć Peru (Solo el Aprismo salverá al Peru), stał się hasłem partii. 
Haya trzy razy startował w wyborach prezydenckich w Peru. Dwukrotnie przegrał. W 1962 roku wygrał wybory, jednak peruwiańskie wojsko nie pozwoliło mu na objęcie władzy w państwie. W 1978 Haya został przewodniczącym Zgromadzenia Konstytucyjnego, stanowisko piastował do śmierci w 1979 roku.
W wyborach z 1985 roku Alan Garcia Perez, przywódca Apra odniósł zwycięstwo w wyborach prezydenckich.